# 斎藤裕子 (アナウンサー)
斎藤 裕子（さいとう ゆうこ、1956年（昭和31年）5月19日 - ）は、元フジテレビアナウンサー。東京都杉並区出身。

## 来歴・人物
1979年に津田塾大学国際関係学科卒業と同時にフジテレビのアナウンサーとして入社。古賀万紀子、皆川寿美は同期。
主に報道畑を担当、『サンケイテレビ朝刊』を経て11年先輩の逸見政孝とコンビを組み1983年3月から1984年3月まで約1年間『FNNニュースレポート6:30』のニュースキャスターなどを務めていた。